# Vittorio Semorile
Vittorio Semorile (fl. XX secolo) è stato un nuotatore e pallanuotista italiano.

## Carriera

### Nuoto
Nei primi anni di carriera ha fatto parte della società di nuoto ligure Pro Chiavari. Partecipò ai Campionati italiani estivi di nuoto 1902 dove ottenne il bronzo nella gara sul miglio, battuto da Mario Albertini e dal compagno di squadra Nicola Lagomaggiore. Nel 1904 ottenne due argenti nel miglio e nella gara dello stadio sempre dietro a Mario Albertini ed ha vinto l'oro nei 100 m a bracciate.
Nei Campionati italiani estivi di nuoto 1910 vinse l'argento nei 3×200 m in mare. Nei Campionati italiani estivi di nuoto 1912, tra le file del Genoa Cricket and Football Club Waterpolo, è arrivato secondo nella staffetta dei 3×200 m nel lago, superato dall'Ardita Juventus Nervi di Mario Massa.

### Pallanuoto
Socio del Genoa, Semorile giocò nell'unico incontro che determinò l'assegnazione del primo campionato italiano di pallanuoto maschile italiano nel 1912. L'incontro che vedeva i Grifoni opporsi il 14 settembre alla Partenope terminò 4 a 1 per i genovesi.

## Palmarès

### Nuoto

#### Campionati italiani
1 titolo italiano individuale
- 1 nei 100 m a bracciate

nd = non disputata
| Anno | Edizione | stadio | miglio | 3×200 m mare | 3×200 m lago | bracciate 100 m |
| ---- | -------- | ------ | ------ | ------------ | ------------ | --------------- |
| 1902 | Assoluti | nd     | 3      | nd           | nd           | nd              |
| 1904 | Assoluti | 2      | 2      | nd           | nd           | 1               |
| 1910 | Assoluti | nd     | nd     | 2            | -            | nd              |
| 1912 | Assoluti | nd     | nd     | -            | 2            | nd              |

### Pallanuoto
- Campionato italiano: 1

Genoa:1912